# Bailliage de Saint-Dié
Le bailliage de Saint-Dié (ou Saint-Diez), est une ancienne entité administrative du duché puis de la province de Lorraine.

## Géographie
Bordant la Haute-Alsace, la principauté de Salm ainsi que les bailliages de Lunéville, Bruyères et Remiremont, ce bailliage était d'une grande étendue.
Celui-ci était traversé par la Meurthe et  était avant tout composé de zones de montagnes majoritairement remplies de forêts de sapins ; il comptait également des vignes du côté alsacien.

## Histoire
La coutume générale de Lorraine y était suivie. Cependant, le Val de Lièpvre  avait des usages particuliers. 

La ville de Saint-Hippolyte avait un mélange de droit écrit et d'usages locaux (comme en Alsace). En 1726, elle fut soumise à la coutume et aux ordonnances de Lorraine.
L'édit de juin 1751 avait conservé une prévôté royale à Sainte-Marie-aux-Mines (pour la ville seulement).

## Composition
Nom des communautés qui étaient dans le bailliage de Saint-Dié :

### Du district ecclésiastique de Saint-Dié
- Saint-Dié (avec le village de la Bolle)
- Anould (Ban de)
- Laveline (Ban de)
- Ban-le-Duc (Doyenné)
- Bertrimoutier (Mairie)
- Beulay (Mairie)
- La Bource (Mairie)
- Cleuvecy (Mairie de)
- Coinche (Mairie de)
- Colroy (Mairie)
- la Croix (Mairie de)
- la Grande-Fosse (Mairie de)
- la Petite-Fosse (Mairie de)
- Fraize (Ban de)
- Frapelle (Mairie)
- Gemaingoutte (Mairie)
- Ginfosse (Mairie)
- St. Léonard (Mairie)
- Lubine (Mairie)
- Lusse-Bilistein
- Lusse-Changeur
- Lusse-Dolot
- Mandray (Mairie)
- Ste. Marguerite (Mairie de)
- Murlusse ou Merlusse (Mairie)
- Neuviller (Mairie)
- Provenchères (Mairie)
- Raves (Village, Mairie)
- Robache (Mairie)
- Saulcy (Ban de)
- Le Chénois-de-Saulcy (Communauté)
- La Varde-de-Saulcy (Communauté)
- Spitzemberg[1] (Doyenné de)
- Teintrux (Ban de)
- Trois-Villes (Mairie des)
- Le Petit-Valtin (Village, Mairie)
- Visembach (Doyenné de)

### Du district ecclésiastique d'Étival

#### Haut-Ban d'Étival
- Nompatelize
- Bréhimont
- La Bourgonce
- La Salle ou l'Hôte-du-bois

#### Bas-Ban d'Étival
- St. Remy
- Étival
- La Neuveville-lès-Raon

### Du district ecclésiastique de Moyenmoutier
- Denipaire (Mairie)
- Moyenmoutier (Ban de)
- Raon-l'Étape
- Sapt (Ban de)
- Urbache (Ban de)

### Du diocèse de Strasbourg
- Liépvre (Mairie de. Composée de Liépvre, Mislock & plusieurs censes)
- l'Allemand-Rombach (Mairie de. Composée de l'Allemand-Rombach, la Hingrie et autres dépendances)
- Ste. Croix (Mairie de. Composée de Ste. Croix, Petit-Rombach & Grand-Rombach)
- Ste. Marie-aux-Mines (mi-partie avec l'Alsace)
- St. Hypolite (avec les moulins de Bruch & Irrembach)
- Tanviller (Mairie de. Où est l'église paroissiale de St. Pierrebois & St. Maurice, mi-parties avec l'Alsace)

## Sources
- M. Durival, Description de la Lorraine et du Barrois, Tome second, 1779.
- M. Durival, Mémoire sur la Lorraine et le Barrois : suivi de la table alphabétique et topographique des lieux, Nancy, 1753